# Sultan Haydar
Sultan Haydar; urodzona jako Chaltu Girma Meshesha (ur. 23 maja 1987 w Golerogi, w Etiopii) – turecka biegaczka długodystansowa pochodzenia etiopskiego, uczestniczka Letnich Igrzysk Olimpijskich w Londynie.

## Kariera

### Początki
Urodzona jako Chaltu Girma Meshesha zaczęła karierę jako biegaczka średniodystansowa i zdobyła brązowy medal na dystansie 800 metrów na Mistrzostwach Afryki juniorów w lekkoatletyce w 2005 roku. Uprawnienie do reprezentowania Turcji uzyskała w 2008 roku.

### Igrzyska olimpijskie
Sultan Haydar zakwalifikowała się do udziału w maratonie na Letnich Igrzyskach Olimpijskich 2012 , ale udało się zająć jedynie 72. miejsce z czasem 2:38:26.

## Osiągnięcia
| Rok                  | Zawody                                    | Miejsce spotkania     | Pozycja              | Konkurencja          | Czas                 |
| reprezentując Turcję | reprezentując Turcję                      | reprezentując Turcję  | reprezentując Turcję | reprezentując Turcję | reprezentując Turcję |
| -------------------- | ----------------------------------------- | --------------------- | -------------------- | -------------------- | -------------------- |
| 2009                 | Mistrzostwa Europy U23                    | Kaunas , Litwa        | 1                    | 1500 m               | 4: 14,12             |
| 2009                 | Mistrzostwa Europy w biegach przełajowych | Dublin , Irlandia     | 1                    | Biegi przełajowe     | 21:14                |
| 2010                 | Mistrzostwa Europy                        | Barcelona , Hiszpania |                      | 1500 m               | DNF                  |
| 2011                 | Mistrzostwa Europy                        | Paryż , Francja       | 8                    | 3000 m               | 9: 08,84             |
| 2012                 | Maraton stambulski                        | Stambuł , Turcja      | 3                    | Maraton              | 02:29:41             |
| 2013                 | Igrzyska śródziemnomorskie                | Mersin , Turcja       | 4                    | Półmaraton           | 01:18:01             |
| 2013                 | Maraton rzymski                           | Rzym , Włochy         | 3                    | Maraton              | 02:27:10             |
| 2013                 | Maraton stambulski                        | Stambuł , Turcja      | 3                    | Maraton              | 29.02.40             |
| 2015                 | Mistrzostwa Świata                        | Pekin , Chiny         | 43                   | Maraton              | 02:47:11             |

## Źródła
- https://www.worldathletics.org/athletes/turkey/sultan-haydar-219321
- https://web.archive.org/web/20150419050256/http://www.all-athletics.com/node/106244
- http://www.european-athletics.org/athletes/group=h/athlete=131647-haydar-sultan/index.html